# Panowie, zabiłem Einsteina
Panowie, zabiłem Einsteina (tytuł oryginalny: czes, Zabil jsem Einsteina, pánové!) – czechosłowacka komedia science-fiction z 1970 roku. Opowiada o tym, jak  w sytuacji zagrożenia, kiedy po wybuchu bomby atomowej kobiety stają się bezpłodne, Organizacja Narodów Zjednoczonych organizuje spotkanie z naukowcami, od których oczekuje rozwiązania problemu. Uradzili oni, że trzeba zbudować wehikuł czasu, cofnąć się do 1911 roku i zabić Alberta Einsteina, zanim dokona on obliczeń umożliwiających budowę bomby.